# Medalles del Cercle d'Escriptors Cinematogràfics de 1964
La cerimònia de lliurament de les medalles del Cercle d'Escriptors Cinematogràfics de 1964 va tenir lloc el 3 de febrer de 1965 al Cinema Rialto de Madrid i va ser presidit per Florentino Soria, subdirector general de Cinematografia. Va ser el vintè lliurament d'aquestes medalles atorgades per primera vegada dinou anys abans pel Cercle d'Escriptors Cinematogràfics (CEC). Els premis tenien per finalitat distingir als professionals del cinema espanyol i estranger pel seu treball durant l'any 1964. Després del repartiment de premis es va projectar el film L'evangeli segons sant Mateu, dirigit per Pier Paolo Pasolini.
El nombre de guardons va augmentar a divuit, amb la reaparició dels premis a actor i actriu estrangers en pel·lícules espanyoles. La gran triomfadora va ser La tía Tula, que va obtenir un total de vuit medalles —més que cap altra pel·lícula fins avui— malgrat que Aurora Bautista no va aconseguir pel paper principal la destinada a la millor actriu, que va ser per a María José Alfonso per La niña de luto.

## Llista de medalles
| Categoria                                        | Premiat                                  | Labor premiada                           |
| ------------------------------------------------ | ---------------------------------------- | ---------------------------------------- |
| Millor pel·lícula                                | La tía Tula                              | Pel·lícula                               |
| Millor director                                  | Miguel Picazo                            | La tía Tula                              |
| Millor actriu                                    | María José Alfonso                       | La niña de luto                          |
| Millor actor                                     | No es va concedir                        |                                          |
| Millor actriu de repartiment                     | Enriqueta Carballeira                    | La tía Tula Tiempo de amor               |
| Millor actor de repartiment                      | José María Prada                         | La tía Tula                              |
| Millor fotografia                                | Juan Julio Baena                         | La tía Tula                              |
| Millor labor musical                             | Antonio Pérez Olea                       | La tía Tula                              |
| Millors decorats                                 | Luis Argüello Ballester                  | La tía Tula                              |
| Millor guió original                             | Pedro Masó Vicente Coello                | Vacaciones para Ivette                   |
| Millor labor literària                           | Julián Marías                            |                                          |
| Millor pel·lícula estrangera                     | Becket                                   | pel·lícula                               |
| Premi Antonio Barbero (Director)                 | José Luis Borau                          | Brandy                                   |
| Premi Antonio Barbero (Director de fotografia)   | Joan Gelpí                               | Jandro                                   |
| Premi Antonio Barbero (Decorats)                 | Luis Argüello Ballester                  | La tía Tula                              |
| Millor labor periodística                        | José Luis Tuduri Calvo                   |                                          |
| Millor curtmetratge                              | El mundo mágico de Ramón Aventura de Api | (D'Osías Wilenski) (De Guillermo Zúñiga) |
| Millor actor estranger en pel·lícula espanyola   | Alex Nicol                               | Brandy                                   |
| Millor actriu estrangera en pel·lícula espanyola | Michèle Morgan                           | Un balcón sobre el infierno              |